# Jan Kiliński

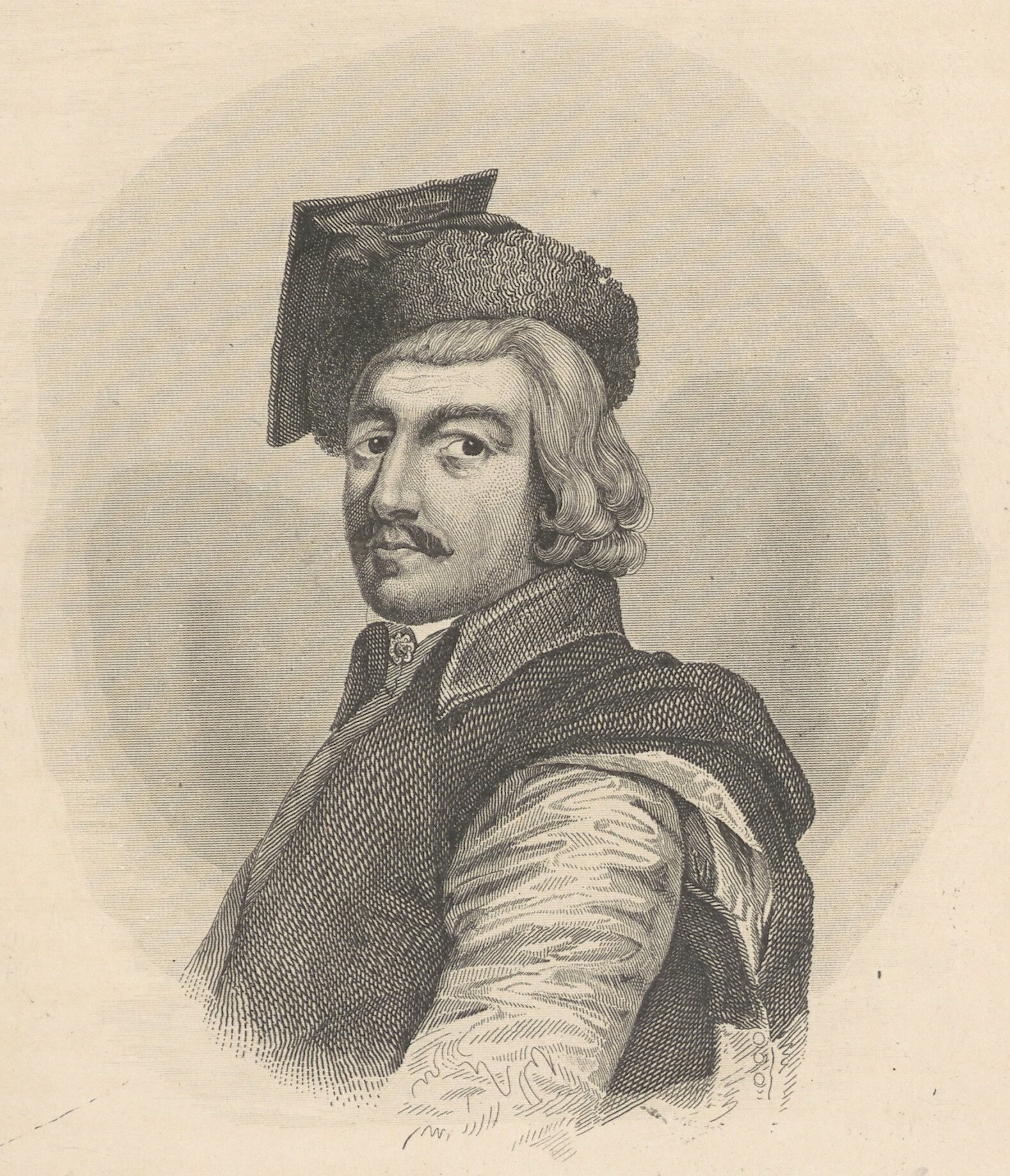
Jan Kiliński

Jan Kiliński (* Dezember 1760 in Trzemeszno; † 28. Januar 1819 in Warschau) war ein polnischer Aufständischer.
Er war einer der Kommandanten des Kościuszko-Aufstandes. Von der Herkunft Schuhmacher, befehligte er den Warschauer Aufstand von 1794, eine Erhebung gegen die russische Garnison, die dort seit der Zweiten Teilung Polens stationiert war. Er wurde auch Mitglied der provisorischen Regierung.

## Leben
Kiliński wuchs in Großpolen auf. 1780 ließ er sich in Warschau nieder, wo er 1788 Schuhmachermeister wurde. Als einer der prominentesten Bürger wurde er dreimal in Folge in den Stadtrat gewählt, so zwischen 1791 und 1793. Während der Warschauer Erhebung von 1794 bildete Kiliński eine Einheit der „Nationalen Miliz“ und führte seine Kräfte zusammen mit Einheiten der regulären Armee gegen die russischen Besatzer. Am 19. April desselben Jahres, nach dem russischen Rückzug, unterzeichnete er ein Dokument über den Zutritt der Kościuszko-Truppen in die Stadt und wurde Mitglied des „Zeitweiligen Rates“, einer kurzfristigen Stadtregierung.
Der Rat wurde bald aufgelöst und die Macht in die Hände Tadeusz Kościuszkos gelegt, während Kiliński sich auf die Stärkung seiner Milizen konzentrierte. Seine Streitkräfte wuchsen auf über 20.000 Mann unter Waffen und wurden am 28. Juni 1794 an die Front verlegt und mit der regulären polnischen Armee vereinigt. Am 2. Juli erhob Kościuszko Kiliński in den Rang eines Kolonels. Nach dem Scheitern des Aufstandes wurde Kiliński von preußischen Truppen arrestiert und den Russen ausgeliefert, die ihn in der Peter-und-Paul-Festung in St. Petersburg festsetzten. Nach seiner Freilassung lebte er kurze Zeit in Vilnius. Er wurde neuerlich wegen Konspiration gegen die zaristischen Autoritäten verhaftet und nach Russland verbracht. Nach seiner Rückkehr ließ er sich in Warschau nieder, wo er auch verstarb. 
Kiliński wurde in der Krypta der Kirche auf dem Powązki-Friedhof beerdigt. Seine Memoiren wurden in zwei Bänden posthum 1830 und 1890 veröffentlicht.
Der Kiliński-Park in Lemberg wurde nach ihm benannt.